# Anthony Babington
Anthony Babington (Dethick, 24 ottobre 1561 – Londra, 20 settembre 1586) è stato un nobile inglese.
Paggio di Maria Stuarda, nel 1586 ordì con il gesuita John Ballard un piano per eliminare la regina Elisabetta I e riportare sul trono Maria Stuarda. La congiura fallì e Babington fu giustiziato, ma il processo si estese fino a coinvolgere la stessa Maria Stuarda, giustiziata poco dopo anch'essa.

## Biografia
Anthony Babington era figlio di Sir Henry Babington e Mary Darcy, nipote di Thomas Darcy I barone Darcy. Nacque a Dethick Manor, un villaggio nei pressi di Dethick, Derbyshire. Suo padre morì nel 1571 quando Anthony aveva nove anni e sua madre si sposò con Henry Foljambe. Anthony era sotto la tutela di sua madre, del suo secondo marito, Henry Foljambe e di Philip Draycot di Paynsley Hall, Cresswell, Staffordshire, suo futuro suocero. La famiglia, pubblicamente protestante, professava di nascosto la fede cattolica.
Babington era paggio della famiglia del Conte di Shrewsbury. Il Conte era in quel momento il carceriere di Maria, Regina di Scozia e probabilmente fu in questo periodo che Babington divenne un sostenitore dell'ascesa di Maria al trono d'Inghilterra. Nel 1579 si sposò con Margery Draycot.
Nel 1580, durante un viaggio sul continente, conobbe il cospiratore Thomas Morgan che lo convinse a fare da corriere delle lettere inviate a Maria mentre era detenuta dal Conte di Shrewsbury. In questo periodo Babington aiutò anche i sacerdoti che vivevano in clandestinità nelle Midlands cattoliche. Ma nel 1586 Maria venne affidata, nel castello di Tutbury, alla custodia di Amyas Paulet, un rigido puritano che controllava personalmente le lettere di Maria. Con la chiusura delle comunicazioni con Maria, il ruolo di Babington come corriere si concluse. Due volte, all'inizio del 1586, egli ricevette lettere provenienti dalla Francia e destinate a Maria, ma in ogni caso si rifiutò di «affrontare ulteriormente quegli affari». In questo periodo Babington pensò di lasciare definitivamente l'Inghilterra e cercò di ottenere un passaporto insieme al suo amico gallese Thomas Salisbury. Riuscì a farsi ricevere da Robert Poley, uomo con buoni contatti politici, al fine di ottenere una «licenza» per andare in Francia. Babington non sapeva che Poley era un agente di Francis Walsingham, segretario di Stato, e aveva ricevuto l'ordine di infiltrarsi nei circoli cattolici. Poley lo persuase di essere un simpatizzante cattolico e si conquistò la fiducia di Babington.
Durante una delle indagini di Walsingham, un sospetto sovversivo di nome Gilbert Gifford venne arrestato e interrogato. Per evitare punizioni, Gifford accettò di fare il doppio gioco. Contattò l'Ambasciata francese a Londra e organizzò il contrabbando delle lettere di Maria Stuart ai suoi seguaci. Gifford fece in modo che Walsingham avesse accesso a queste comunicazioni che rivelavano le richieste di aiuto inviate da Maria a francesi e spagnoli, affinché intervenissero in suo favore.
Il 6 luglio 1586 Babington scrisse a Maria Stuart, informandola che lui e un gruppo di amici stavano progettando di assassinare Elisabetta, nel tentativo di far succedere Maria al trono d'Inghilterra. I difensori di Babington (e Maria Stuart) sostengono che nel XVI secolo si riteneva che l'uccisione di "tiranni" fosse moralmente accettabile. Babington decise di scrivere a Maria per cercare la sua autorizzazione.
Maria rispose a Babington, sottolineando la necessità di aiuti stranieri nel caso in cui il tentativo avesse avuto successo. Tuttavia, lasciò la questione dell'assassinio alla coscienza di Babington.
Nel frattempo, il crescente coinvolgimento di Babington nella trama d'intrighi venne segnalato a Walsingham da parte di Poley, che in questo momento godeva dell'assoluta fiducia di Babington, nonostante quest'ultimo lo avesse sorpreso a copiare alcune lettere di Maria. Quando Walsingham e i suoi ufficiali ebbero raccolto prove sufficienti, Babington e il suo gruppo furono arrestati. Babington fu rinchiuso nella Torre di Londra il 3 settembre. Babington (24 anni) e i suoi tredici co-cospiratori furono ritenuti colpevoli di alto tradimento e condannati a essere impiccati sventrati e squartati.
La sua offerta a Elisabetta di £ 1000 per ottenere il suo perdono venne respinta e l'esecuzione dei primi sette (tra cui Babington, John Ballard e Chidiock Tichborne) si svolse il 20 settembre. I condannati, imprigionati nella Torre di Londra, furono fatti uscire dalle loro celle, legati a un carretto e trascinati da cavalli per le strade di Londra. Raggiunto un ponteggio appositamente eretto nel campo di St. Giles, vicino a Holborn, furono impiccati, sventrati e squartati. Dopo di che, il carnefice distribuì le parti dei loro corpi in diversi angoli della città per avvertire tutti delle conseguenze della slealtà al monarca.